# تاريخ الفلبين (1965-1986)
يغطي تاريخ الفلبين، منذ 1965 حتى 1986، فترة رئاسة فرديناند ماركوس، والمعروفة أيضًا باسم إدارة فرديناند ماركوس. يشمل عصر ماركوس السنوات الأخيرة من الجمهورية الثالثة (1965-1972)، وفترة الفلبين تحت الحكم العرفي (1972-1981)، وأغلبية الجمهورية الرابعة (1981-1986).
بحلول نهاية هذه الفترة، كانت البلاد تعاني من أزمة ديون، وفقر مدقع، ونقص العمالة الحاد.

## إدارة ماركوس (1965–1972)

### الفترة الأولى
في عام 1965، فاز فرديناند ماركوس في الانتخابات الرئاسية وأصبح الرئيس العاشر للفلبين. تميزت فترة رئاسته الأولى بزيادة التصنيع وإنشاء البنى التحتية الصلبة على الصعيد الوطني، مثل طريق شمال لوزون السيار وطريق ماهارليكا السريع. فعل ماركوس ذلك من خلال تعيين مجلس وزراء تألف في الغالب من التكنوقراطيين والمثقفين، عن طريق زيادة التمويل للقوات المسلحة وحشدهم للمساعدة في البناء.
في عام 1968، حذر السيناتور بنينو سيميون اكينو جونيور من أن ماركوس كان على طريق إقامة «دولة حامية» من خلال «تضخيم ميزانية القوات المسلحة»، والإثقال على مؤسسة الدفاع بـ «جنرالات متجاوزين للمدد»، و«عسكرة مكاتبنا الحكومية المدنية». كانت هذه تعليقات واعية في ضوء الأحداث التي كان من شأنها أن تقع في العقد التالي. أرسل ماركوس أيضًا 10450 جنديًا فلبينيًا إلى فيتنام خلال فترة ولايته، ضمن مجموعة الفيلساغ (مجموعة العمل المدني الفلبينية). كان فيديل راموس، الذي أصبح فيما بعد الرئيس الثاني عشر للفلبين في عام 1992، جزءًا من هذه القوة الاستكشافية.

### الفترة الثانية
في عام 1969، ترشح ماركوس لولاية ثانية (مسموح به بموجب دستور عام 1935 الذي كان ساريًا حينها)، وفاز ضد 11 مرشحًا آخر.
تميزت فترة ماركوس الثانية باضطراب اقتصادي ناجم عن عوامل خارجية وداخلية، وهيئة طلابية مضطربة طالبت بإصلاحات تعليمية، وارتفاع معدل الجريمة، وتزايد التمرد الشيوعي، بالإضافة إلى أمور أخرى.
في مرحلة ما، استولى النشطاء الطلاب على حرم جامعة ديليمان بجامعة الفلبين وأعلنوا أنه كوميونة حرة، وقد استمرت كذلك لفترة حتى حلتها الحكومة. استمرت الاحتجاجات العنيفة على مدى السنوات القليلة المقبلة حتى إعلان الأحكام العرفية في عام 1972. عرف هذا الحدث شعبيًا باسم عاصفة الربع الأول.
خلال عاصفة الربع الأول في عام 1970، أصبح الخط الفاصل بين النشطاء اليساريين والشيوعيين غير واضح بشكل متزايد، حيث انضم عدد كبير من النشطاء المتقدمين من كاباتانغ ماكابايان («كيه إم») إلى الحزب الشيوعي الذي أسسه خوسيه ماريا سيسون. احتج أعضاء الكية إم أمام الكونغرس، وألقوا نعشًا وتمساحًا محشيًا وحجارة على فرديناند وإيميلدا ماركوس بعد خطاب حالة الأمة. في القصر الرئاسي، صدم الناشطون البوابة بشاحنة إطفاء، وبمجرد أن اجتازوا البوابة وأُفسِح المجال، اقتحم النشطاء ساحة القصر وهم يرمون الحجارة وصناديق الدواء وقنابل المولوتوف. أمام السفارة الأمريكية، خرب المتظاهرون وحرقوا وأتلفوا بهو السفارة، مما أدى إلى احتجاج قوي من سفير الولايات المتحدة. تراوحت احتجاجات الكية إم بين 50000 إلى 100000 في العدد لكل عمل جماعي أسبوعي. في أعقاب أحداث الشغب في يناير 1970، تأكد مقتل اثنين من الناشطين على الأقل وإصابة العديد من قبل الشرطة. أشاد عمدة مانيلا في ذلك الوقت، أنطونيو فيليغاس، بمديرية شرطة مانيلا «لتصرفها وشجاعتها المثاليين» وحماية الزوجين الأولين بعد وقت طويل من مغادرتهما. أُعلِن عن مقتل النشطاء من قبل مانيلا تايمز ومانيلا كرونيكل التي سيطر عليهما لوبيز، وبذلك أُلقي باللوم على ماركوس وأُضفيت نيران على الاحتجاجات الأسبوعية. أعلن الطلاب مقاطعة الصفوف لمدة أسبوع واجتمعوا بدلًا من ذلك لتنظيم مسيرات احتجاجية.
خلال هذه المرحلة، انتشرت شائعات عن انقلاب أيضًا. ذكر تقرير للجنة العلاقات الخارجية بمجلس الشيوخ الأمريكي أنه بعد فترة وجيزة من الانتخابات الرئاسية الفلبينية عام 1969، نظمت مجموعة مؤلفة في الغالب من عقداء وجنرالات متقاعدين تنظيمًا ثوريًا لتشويه سمعة الرئيس ماركوس أولًا ثم قتله. كما كان موضحًا في وثيقة قدمها للجنة مسؤول في الحكومة الفلبينية، فإن الشخصيات الرئيسية في المؤامرة كانت نائب الرئيس فرناندو لوبيز وسيرجيو أوسمينا جونيور، الذي هزمه ماركوس في انتخابات عام 1969. حتى أن ماركوس ذهب إلى السفارة الأمريكية لتبديد شائعات، كان الحزب الليبرالي المعارض ينشرها، بأن السفارة الأمريكية كانت تدعم انقلابًا. بينما تكهن التقرير الذي حصلت عليه نيويورك تايمز بقول إن ماركوس أمكنه أن يستخدم القصة لتبرير الأحكام العرفية، في وقت مبكر من ديسمبر 1969، في رسالة من السفير الأمريكي إلى مساعد وزير الخارجية الأمريكية، قال السفير الأمريكي أن معظم الحديث عن الثورة وحتى الاغتيال كان يأتي من المعارضة المهزومة، والتي كان أديفوسو (من الحزب الليبرالي) ناشطًا بارزًا فيها. قال أيضًا إن المعلومات التي كانت لديه حول خطط الاغتيال «مؤكدة» أو جيدة المصدر، وعليه التأكد من وصولها إلى الرئيس ماركوس.
في ضوء الأزمة، كتب ماركوس مقالة في مذكراته في يناير 1970: «لدي العديد من الخيارات. أحدها هو إحباط الخطة التخريبية الآن من خلال الاعتقال المفاجئ للمتآمرين. لكن هذا لن يقبله الناس. ولا يمكن أن نحصل على الهوك (الشيوعيين)، وكوادرهم القانونية ودعمهم. ولا الإم آي إم (الحركة الدولية الماوية) وغيرها من المنظمات التخريبية [أو الواجهة]، ولا منظمات تحت الأرض. يمكننا أن نسمح بتطور الموقف بشكل طبيعي ثم بعد الإرهاب الهائل والقتل الوحشي ومحاولة لاغتيالي وانقلاب، نعلن الأحكام العرفية أو تعليق امتياز الأمر بالمثول أمام القضاء - والقبض على الجميع بمن فيهم الكوادر القانونية. أنا الآن أميل إلى الأخير».

### تفجير بلازا ميراندا
في 21 أغسطس 1971، عقد الحزب الليبرالي مسيرة انتخابية في بلازا ميراندا للإعلان عن رهاناتهم في مجلس الشيوخ ومرشحهم لمنصب رئيس بلدية مانيلا. بحسب ما ورد، أُلقيت قنبلتان على المسرح، مما أدى إلى إصابة جميع الحاضرين تقريبًا. نتيجة لذلك، أوقف ماركوس أمر المثول أمام القضاء للقبض على المسؤولين عن الهجوم. قام بتجميع قائمة المشتبه بهم المفترضين، وإسكاباس، وغيرهم من غير المرغوب فيهم للقضاء على المنافسين في الحزب الليبرالي.
بناءً على المقابلات التي أجرتها صحيفة واشنطن بوست مع مسؤولي الحزب الشيوعي السابق في الفلبين، انكشف أن «قيادة الحزب (الشيوعي) وضعت خطة - ونفذ ثلاثة نشطاء - الهجوم في محاولة لإثارة القمع الحكومي ودفع البلاد إلى حافة الثورة... قال زعيم الحزب الشيوعي، سيسون، إن ماركوس يمكن استفزازه لقمع خصومه، وبالتالي دفع الآلاف من النشطاء السياسيين إلى العمل بسرية في منظمات تحت الأرض، على حد قول المسؤولين السابقين في الحزب. قالوا إن هناك حاجة ماسة إلى المجندين للاستفادة من التدفق الكبير للأسلحة والمساعدات المالية التي وافقت الصين بالفعل على تقديمها».